# خوخ بحري
خوخ بحري أو برقوق بحري (الاسم العلمي:Prunus maritima) هو نوع من النباتات يتبع جنس الخوخ من الفصيلة الوردية.